# Miaozigou
Miaozigou (kinesiska: 庙子沟蒙古族满族乡, 庙子沟) är en socken i Kina. Den ligger i provinsen Hebei, i den norra delen av landet, omkring 210 kilometer nordost om huvudstaden Peking. Antalet invånare är 5 846. Befolkningen består av 2 789 kvinnor och 3 057 män. Barn under 15 år utgör 21,0 %, vuxna 15-64 år 68 %, och äldre över 65 år 9,0 %.
Genomsnittlig årsnederbörd är 691 millimeter. Den regnigaste månaden är juni, med i genomsnitt 174 mm nederbörd, och den torraste är januari, med 2 mm nederbörd.